# Atamanios
Los atamanios o atamanes eran una antigua tribu situado en el sureste de Epiro y al oeste de Tesalia. Aunque Estrabón y Hecateo de Mileto los consideraban bárbaros, los propios atamanios se identificaban como griegos. La existencia de mitos sobre Atamante e Ino en la ciudad aquea de Ftiótide sugiere que los atamanios se establecieron allí antes del 1600 a. C. Eran una semiindependiente tribu bárbara (en 395 y 355 a. C. según Diodoro Sículo) y eran aliados de los etolios. Aminandro y Teodoro de Atamania son los reyes más conocidos de los atamanios.
- Datos: Q754691